# C. Buddingh'-prijs
De C. Buddingh'-prijs is een Nederlandse poëzieprijs, die jaarlijks wordt toegekend aan het beste debuut in de Nederlandstalige poëzie. De prijs wordt uitgereikt op Poetry International en is vernoemd naar dichter en prozaschrijver C. Buddingh'. De prijs bestaat anno 2021 uit een geldbedrag van 1250 euro.

## Winnaars
- 2025: Myriem El-Kaddouri met Hier ligt de waarheid in overdaad
- 2024: Sytse Jansma met Rozige maanvissen
- 2023: Alara Adilow met Mythen en stoplichten
- 2022: Maxime Garcia Diaz met Het is warm in de hivemind
- 2021: Wout Waanders met Parkplan
- 2020: Jens Meijen met Xenomorf
- 2019: Roberta Petzoldt met Vruchtwatervuurlinie
- 2018: Radna Fabias met Habitus
- 2017: Vicky Francken met Röntgenfotomodel
- 2016: Marieke Lucas Rijneveld met Kalfsvlies
- 2015: Saskia Stehouwer met Wachtkamers
- 2014: Maarten van der Graaff met Vluchtautogedichten
- 2013: Henk Ester met Bijgeluiden
- 2012: Ellen Deckwitz met De steen vreest mij
- 2011: Lieke Marsman met Wat ik mijzelf graag voorhoud
- 2010: Delphine Lecompte met De dieren in mij
- 2009: Mischa Andriessen met Uitzien met D
- 2008: Wiljan van den Akker met De afstand
- 2007: Bernard Wesseling met Focus
- 2006: Willem Thies met Toendra
- 2005: Liesbeth Lagemaat met Een grimwoud in mijn keel
- 2004: Maria Barnas met Twee zonnen
- 2003: Jane Leusink met Mos en gladde paadjes
- 2002: Erwin Mortier met Vergeten licht
- 2001: Mark Boog met Alsof er iets gebeurt
- 2000: André Verbart met 98
- 1999: Ilja Leonard Pfeijffer met Van de vierkante man
- 1998: Erik Menkveld met De karpersimulator - toegekend, maar niet uitgereikt
- 1997: Pem Sluijter met Roos is een bloem
- 1996: Henk van der Waal met De windsels van de sfinx
- 1995: Joke van Leeuwen met Laatste lezers
- 1994: F. van Dixhoorn met Jaagpad
- 1993: Herman Leenders met Ogentroost
- 1992: Anna Enquist met Soldatenliederen
- 1991: Michaël Zeeman met Beeldenstorm
- 1990: Tonnus Oosterhoff met Boerentijger
- 1989: geen winnaar
- 1988: Elma van Haren met Reis naar het welkom geheten